# Mando Guerrero
Armando Guerrero Yañez, detto Mando (Guadalajara, 7 luglio 1952), è un ex wrestler messicano con cittadinanza statunitense.
Nel corso della sua carriera, iniziata nel 1974, lottò nell'American Wrestling Association (AWA), nella National Wrestling Alliance (NWA) e per altre federazioni minori. Ha allenato Ivory.
Armando è figlio di Gory Guerrero e fratello di Chavo, Héctor ed Eddie. Suo nipote, Chavo jr., è anch'egli un wrestler.